# Julio César Marini
Julio César Marini (Benito Juárez, 23 de junio de 1956) es un político argentino del partido bonaerense de Benito Juárez, que ejerce el cargo de intendente desde el 10 de diciembre de 2011, totalizando cinco mandatos.
Anteriormente, Marini se desempeñó en el cargo entre el 1 de enero de 2002 —de forma interina, en reemplazo del intendente en el cargo Rafael Magnanini— y el 10 de diciembre de 2007. Perteneciente al seno del Partido Justicialista, ha desarrollado su carrera política también en distintas organizaciones provinciales.

## Carrera política
En el periodo entre intendencias, comprendido entre 2007 y 2011, se desempeñó como presidente de BAGSA (Buenos Aires Gas Sociedad Anónima), hasta que ganó las elecciones municipales en 2011, volviendo al cargo. En este caso, alcanzó el 52,27%, superando por doce puntos a su rival.

## Vida personal
Marini tiene dos hijos, César y Andrés, quienes también se dedican a la política y gestión pública.